# Tunele w Polsce
Tunele w Polsce – tunele znajdujące się na terytorium Rzeczypospolitej Polskiej. Lista uwzględnia wyłącznie tunele o długości przekraczającej 100 m.

## Tunele drogowe

### Ukończone
| Lp. | Nazwa                                                       | Położenie                           | Długość w metrach     | Przekrój | Rok otwarcia                                                        | Uwagi |
| --- | ----------------------------------------------------------- | ----------------------------------- | --------------------- | --- | ------------------------------------------------------------------- | --- |
| 1.  | Tunel drogi ekspresowej S2 – Południowej Obwodnicy Warszawy | Warszawa                            | 2355                  | dwie jezdnie po trzy pasy ruchu | 2021                                                                | najdłuższy tunel drogowy w Polsce |
| 2.  | Tunel drogi ekspresowej S3                                  | Stare Bogaczowice                   | 2301/2273             | dwie jezdnie po dwa pasy ruchu | 2024                                                                | najdłuższy pozamiejski tunel drogowy w Polsce |
| 3.  | Tunel im. Marii i Lecha Kaczyńskich                         | Luboń Mały                          | 2058                  | dwie jezdnie po dwa pasy ruchu | 2022                                                                | |
| 4.  | Tunel pod Świną                                             | Świnoujście                         | 1800                  | jedna jezdnia o dwóch pasach ruchu | 2023                                                                | |
| 5.  | Tunel pod Martwą Wisłą                                      | Gdańsk                              | 1377                  | dwie jezdnie po dwa pasy ruchu | 2016                                                                | |
| 6.  | Tunel Wisłostrady                                           | Warszawa                            | 930 (płd.) 889 (płn.) | dwie jezdnie po trzy pasy ruchu | 2003                                                                | |
| 7.  | Tunel drogi ekspresowej S52                                 | Zielonki pod rzeką Prądnik          | 870                   | dwie jezdnie po trzy pasy ruchu | 2024                                                                | Tunel w ciągu tzw. IV Obwodnicy Krakowa. |
| 8.  | Tunel Emilia                                                | Laliki w ciągu drogi ekspresowej S1 | 678                   | jednojezdniowy | 2010                                                                | |
| 9.  | Tunel drogi ekspresowej S52                                 | Batowice                            | 653                   | dwie jezdnie po trzy pasy ruchu | 2024                                                                | Tunel w ciągu tzw. IV Obwodnicy Krakowa. |
| 10. | Tunel pod Rondem gen. Jerzego Ziętka w Katowicach           | Katowice                            | 657 (płn.) 650 (płd.) | dwie jezdnie po trzy pasy ruchu | 2006                                                                | |
| 11. | Tunel TD-10 w ciągu Trasy Łagiewnickiej                     | Kraków                              | 639                   | dwie jezdnie po trzy pasy ruchu | 2022                                                                | |
| 12. | Tunel kolejowo-drogowy w Gdańsku                            | Gdańsk                              | 600 (około)           | jedna jezdnia z 2 pasami ruchu (Nowe Podwale Grodzkie), otwarta dla ruchu 2 czerwca 2018                                                      | 2018                                                                | tunel wykorzystywany również w ruchu kolejowym. Po pożarze 12 sierpnia 2019 doznał uszkodzeń i został wyłączony z ruchu, otwarty ponownie 24 grudnia 2019. |
| 13. | Tunel TD-04 w ciągu Trasy Łagiewnickiej                     | Kraków                              | 522                   | dwie jezdnie po trzy pasy ruchu | 2022                                                                | |
| 14. | Tunel w ciągu ulicy Hasa                                    | Łódź                                | 500                   | jedna jezdnia o dwóch pasach ruchu | 2022                                                                | |
| 15. | Tunel Drogowej Trasy Średnicowej w Gliwicach                | Gliwice                             | 493                   | dwie jezdnie po dwa pasy ruchu | 2016                                                                | |
| 16. | Tunel TD-01 w ciągu Trasy Łagiewnickiej                     | Kraków                              | 385                   | dwie jezdnie po dwa pasy ruchu | 2022                                                                | |
| 17. | Tunel Drogi Krajowej nr 81 w Katowicach-Piotrowicach        | Katowice                            | 340                   | dwie jezdnie po dwa pasy ruchu | 2020                                                                | |
| 18. | Tunel drogi ekspresowej S3                                  | Gostków                             | 320                   | dwie jezdnie po dwa pasy ruchu | 2024                                                                | |
| 19. | Tunel pod pl. Daszyńskiego                                  | Toruń                               | 200 (około)           | dwie jezdnie po dwa pasy ruchu | 2013                                                                | |
| 20. | Tunel trasy W-Z                                             | Łódź                                | 246                   | dwie jezdnie po dwa pasy ruchu | 2015                                                                | |
| 21. | Tunel drogowy Śródmiejskiej Obwodnicy Zachodniej            | Bielsko-Biała                       | 238                   | dwie jezdnie po dwa pasy ruchu | 2006                                                                | |
| 22. | Tunel im. Rafała Kalinowskiego                              | Kraków                              | 230                   | dwie jezdnie po dwa pasy ruchu | 2007                                                                | |
| 23. | Tunel pod dworcem PKP w Katowicach                          | Katowice                            | 230                   | dwie jezdnie po jednym pasie ruchu + pasy wjazdowe/wyjazdowe do Galerii Katowickiej + dodatkowe dwa pasy wydzielone dla komunikacji zbiorowej | 2013                                                                | |
| 24. | Tunel TD-12 w ciągu Trasy Łagiewnickiej                     | Kraków                              | 209                   | dwie jezdnie po dwa pasy ruchu | 2022                                                                | |
| 25. | Tunel Trasy W-Z                                             | Warszawa                            | 196                   | jednojezdniowy + torowisko tramwajowe | 1949                                                                | |
| 26. | Tunel Alei Prymasa Tysiąclecia w Warszawie                  | Warszawa                            | 190 (około)           | dwie jezdnie po dwa pasy ruchu + jedna jezdnia z jednym pasem ruchu                                                                           | budowa: lata trzydzieste XX w., otwarcie: lata sześćdziesiąte XX w. | |
| 27. | Tunel im. Gen. Augusta Emila Fieldorfa „Nila”               | Białystok                           | 174                   | dwie jezdnie po cztery pasy ruchu | 2004                                                                | tunel drogowy o największym przekroju w Polsce |
| 28. | Tunel w ciągu ul. Hetmańskiej                               | Białystok                           | 155 (około)           | dwa tunele po jednym pasie ruchu | 1907                                                                | w 2007 r. zamknięty dla ruchu kołowego |
| 29. | Tunel pod linią kolejową w Siedlcach                        | Siedlce                             | 144                   | jedna jezdnia po dwa pasy ruchu | 2018                                                                | |
| 30. | Tunel autostrady A2 pod linią kolejową w Luboniu            | Luboń                               | 129,84                | • dwie jezdnie po trzy pasy ruchu w ciągu autostrady • jednojezdniowa droga lokalna                                                           | 2003                                                                | |

### W budowie
| Lp. | Nazwa                       | Położenie                                     | Długość w metrach | Przekrój                       | Planowany termin otwarcia |
| --- | --------------------------- | --------------------------------------------- | ----------------- | ------------------------------ | ------------------------- |
| 1.  | Tunel drogi ekspresowej S19 | Babica                                        | 2255              | dwie jezdnie po dwa pasy ruchu | 2026                      |
| 2.  | Tunel drogi ekspresowej S1  | Białożyński Groń w ciągu drogi ekspresowej S1 | 984/975           | dwie jezdnie po dwa pasy ruchu | 2025                      |
| 3.  | Tunel drogi ekspresowej S1  | Masyw Barania w ciągu drogi ekspresowej S1    | 834/807           | dwie jezdnie po dwa pasy ruchu | 2025                      |

### Planowane
| Lp. | Nazwa                       | Położenie | Długość w metrach | Przekrój                          |
| --- | --------------------------- | --------- | ----------------- | --------------------------------- |
| 1.  | Tunel drogi ekspresowej S6  | Police    | 5000              | dwie jezdnie po dwa pasy ruchu    |
| 2.  | Tunel drogi ekspresowej S7  | Warszawa  | 1123              | dwie jezdnie po cztery pasy ruchu |
| 3.  | Tunel drogi ekspresowej S7  | Warszawa  | 1000              | dwie jezdnie po cztery pasy ruchu |
| 4.  | Tunel drogi ekspresowej S19 | Lutcza    | 990               | dwie jezdnie po dwa pasy ruchu    |
| 5.  | Tunel drogi ekspresowej S74 | Kielce    | 500               | dwie jezdnie po dwa pasy ruchu    |
| 6.  | Tunel drogi ekspresowej S74 | Kielce    | 280               | dwie jezdnie po dwa pasy ruchu    |

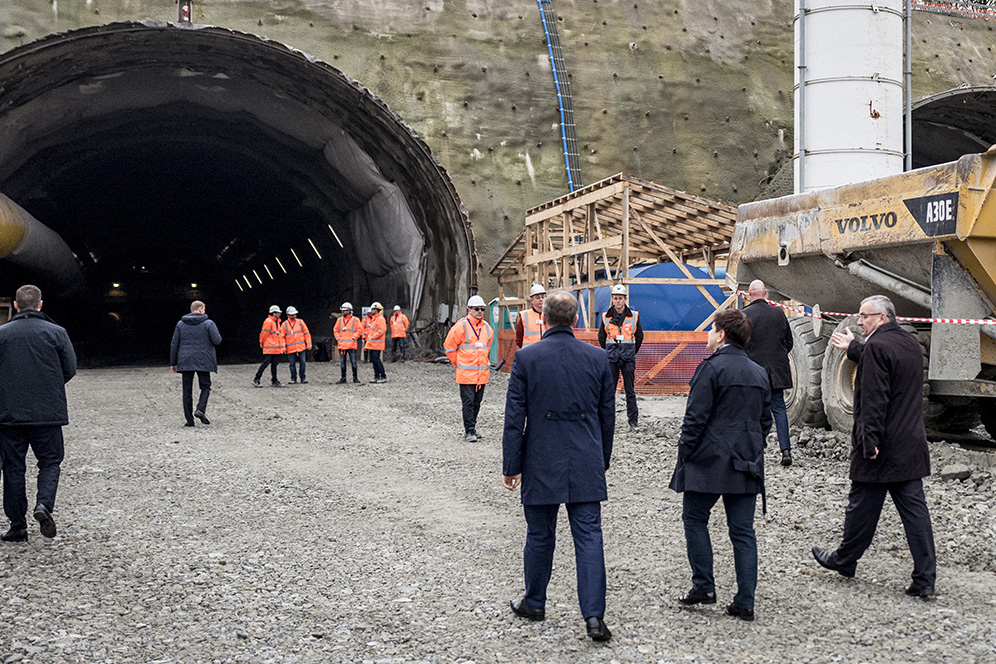
Inauguracja drążenia tunelu pod Luboniem Małym.

## Tunele kolejowe i tramwajowe

### Ukończone
| Lp. | Nazwa                                   | Położenie                 | Długość       | km                | Przekrój                              | Uwagi |
| --- | --------------------------------------- | ------------------------- | ------------- | ----------------- | ------------------------------------- | --- |
| 1.  | Tunel linii M1 metra w Warszawie        | Warszawa                  | 23100 m       |                   | dwutorowy                             | Najdłuższy tunel kolei metra w Polsce. |
| 2.  | Tunel linii M2 metra w Warszawie        | Warszawa                  | 19000 m       |                   | dwutorowy                             | |
| 3.  | Tunel Średnicowy                        | Warszawa                  | 2310 m        |                   | dwa tunele dwutorowe                  | Długość ze stacjami. |
| 4.  | Tunel stacji Łódź Fabryczna             | Łódź                      | 2250 m        |                   | dwa tunele dwutorowe                  | Długość ze stacją. |
| 5.  | Tunel pod Małym Wołowcem                | Wałbrzych – Jedlina-Zdrój | 1604 m        | 47,992 – 49,596   | dwa tunele jednotorowe                | Linia kolejowa nr 286, odc. Wałbrzych – Jedlina-Zdrój. Najdłuższy tunel pozamiejski w Polsce wykonany metodą drążenia. |
| 6.  | Tunel Krakowskiego Szybkiego Tramwaju   | Kraków                    | 1420 m        |                   | dwutorowy                             | Tunel tramwajowy (szybkiego tramwaju). |
| 7.  | Tunel na Lotnisko Chopina               | Warszawa                  | 1183 m        |                   | dwutorowy                             | |
| 8.  | Tunele w Świerkach                      | Świerki                   | 1168 m        | 33,478 – 34,646   | dwa tunele jednotorowe                | Linia kolejowa nr 286, odc. Bartnica – Świerki. |
| 9.  | Tunel os. Lecha-Franowo                 | Poznań                    | 1067 m        |                   | dwutorowy                             | Tunel tramwajowy. |
| 10. | Tunel pod Przełęczą Kowarską            | Kowary – Ogorzelec        | 1025 m        | 13,865 – 14,892   | jednotorowy                           | Linia kolejowa nr 308, nieczynny od 2007 roku. |
| 11. | Tunel pod Białą Górą                    | Uniejów-Rędziny           | 764 m         | 266,616 – 267,380 | dwa tunele jednotorowe                | Linia kolejowa nr 8, odc. Kozłów – Tunel. |
| 12. | Tunel w Rydułtowach                     | Rydułtowy                 | 727 m         | 50,389 – 51,116   | jednotorowy                           | Linia kolejowa nr 140, odc. Rydułtowy – Łuków Śląski. |
| 13. | Tunel TT-09 w ciągu Trasy Łagiewnickiej | Kraków                    | 652 m         |                   | dwutorowy                             | Tunel tramwajowy. |
| 14. | Tunel kolejowo-drogowy w Gdańsku        | Gdańsk                    | 600 m (około) |                   | czterotorowy, z rezerwą pod tor 5 i 6 | Pomiędzy stacjami Gdańsk Główny oraz Gdańsk Śródmieście wykorzystywany również dla ruchu samochodowego (Nowe Podwale Grodzkie). |
| 15. | Tunel w Kulinie Kłodzkim                | Kulin Kłodzki             | 577 m         | 26,172 – 26,749   | jednotorowy                           | Linia kolejowa nr 309, odc. Duszniki-Zdrój – Kulin Kłodzki. |
| 16. | Tunel w Żegiestowie                     | Żegiestów                 | 513 m         | 129,623 – 130,136 | jednotorowy                           | Linia kolejowa nr 96, odc. Żegiestów – Andrzejówka. |
| 17. | Tunel pod Sajdakiem                     | Jedlina-Zdrój – Głuszyca  | 380 m         | 43,907 – 44,284   | dwa tunele jednotorowe                | Linia kolejowa nr 286, odc. Jedlina-Zdrój – Głuszyca. |
| 18. | Tunel w Łupkowie                        | Stary Łupków              | 371 m         | 50,451 –          | dwutorowy                             | Linia kolejowa nr 107, w Polsce 137 m, 234 m tunelu znajduje się na terytorium Słowacji. |
| 19. | Tunel Bardzki (pod Tunelową Górą)       | Bardo                     | 364 m         | 84,671 – 85,035   | dwutorowy                             | Linia kolejowa nr 276, odc. Bardo Śląskie – Ławica. |
| 20. | Tunel w Długopolu-Zdroju                | Długopole-Zdrój           | 360 m         | 117,936 – 118,296 | jednotorowy                           | Linia kolejowa nr 276, odc. Bystrzyca Kłodzka – Długopole-Zdrój. |
| 21. | Tunel w Górze Zamkowej                  | Wleń                      | 320 m         | 17,380 – 17,800   | jednotorowy                           | Linia kolejowa nr 283, odc. Pilchowice Nielestno – Wleń. |
| 22. | Tunel kolejowy koło Trzcińska           | Trzcińsko / Bobrów        | 293 m         | 118,548 – 118,841 | dwutorowy                             | Linia kolejowa nr 274, odc. Trzcińsko – Wojanów. Do czasu poszerzenia tunelu nie było możliwe mijanie się pociągów w tunelu ze względu przekroczoną skrajnię. W maju 2024 zakończyła się przebudowa tunelu – tunel poszerzono, wymieniono kamienną obudowę na żelbetową oraz odnowiono portale. |
| 23. | Tunel w Bielsku-Białej                  | Bielsko-Biała             | 268 m         | 56,351 – 56,619   | jednotorowy                           | Linia kolejowa nr 139, odc. Bielsko-Biała Główna – Bielsko-Biała Lipnik. |
| 24. | Tunel w Unisławiu Śląskim               | Unisław Śląski            | 262 m         | 21,776 – 22,038   | jednotorowy                           | Linia kolejowa nr 291, odc. Boguszów-Gorce Wschód – Unisław Śląski. |
| 25. | Tunel pod Górą Czyżyk                   | Pilchowice                | 188 m         | 11,610 – 11,798   | jednotorowy                           | Linia kolejowa nr 283, odc. Pilchowice Zapora – Pilchowice Nielestno. |
| 26. | Tunel w Kamionce Wielkiej               | Kamionka Wielka           | 180 m         | 79,524 – 79,704   | jednotorowy                           | Linia kolejowa nr 96. |
| 27. | Tunel w Bobowej                         | Bobowa                    | 160 m         | 48,084 – 48,244   | jednotorowy                           | Linia kolejowa nr 96, odc. Bobowa – Wilczyska. |
| 28. | Tunel pod Górą Dwory                    | Nielestno                 | 154 m         | 13,723 – 13,877   | jednotorowy                           | Linia kolejowa nr 283, odc. Pilchowice Zapora – Pilchowice Nielestno. |
| 29. | Tunel w Szklarskiej Porębie             | Szklarska Poręba          | 145 m         | 22,200 – 22,345   | jednotorowy                           | Linia kolejowa nr 311, odc. Górzyniec – Szklarska Poręba Dolna. |

#### Kolei wąskotorowych (w tym nieużywane)
| Lp. | Nazwa                                    | Położenie | Współrzędne geograficzne  | Długość w metrach | Rozstaw szyn               | Rok oddania    | Eksploatowany | Informacje dodatkowe |
| --- | ---------------------------------------- | --------- | ------------------------- | ----------------- | -------------------------- | -------------- | ------------- | --- |
| 1   | Tunel w Szklarach                        | Szklary   | 49.882102, 22.244414      | 602               | 750 mm (760 mm pierwotnie) | 1904           | Tak           | Przeworska Kolej Dojazdowa |
| 2   | Tunel w Kamieniołom Odra                 | Opole     | 50.682213, 17.924573      | 227               | 1000 mm                    | brak danych    | Nie           | Kolej Cementowni Odra, tunel pod ulicą Luboszycką i oraz linią kolejową nr 227. Obecnie przebiega przez niego taśmociąg. Na terenie kopalni znajdują się jeszcze 2 inne tunele, jednak są zasypane.                              |
| 3   | Tunel w pod stacją kolejową Tarnów Filia | Tarnów    | 49.997170, 20.977108      | ok. 115           | 600 mm                     | ok. 60-70 lata | Nie           | Tunel nieistniejącej już przemysłowej kolejki wąskotorowej Cegielni Mieszczanka i Konstancja w Tarnowie. Tunel składa się z dwóch komór. Prawym tunelem poprowadzono była kolejka wąskotorowa, zaś lewym płynął potok Strusinka. |
| 4   | Tunel do Marglowni Starej                | Goleszów  | 49°43'52.2"N 18°44'00.8"E | 30                | 900 mm                     | ok. 1885       | Nie           | Tunel nieistniejącej kolejki cementowni „Goleszów” na trasie do Marglowni Starej. |

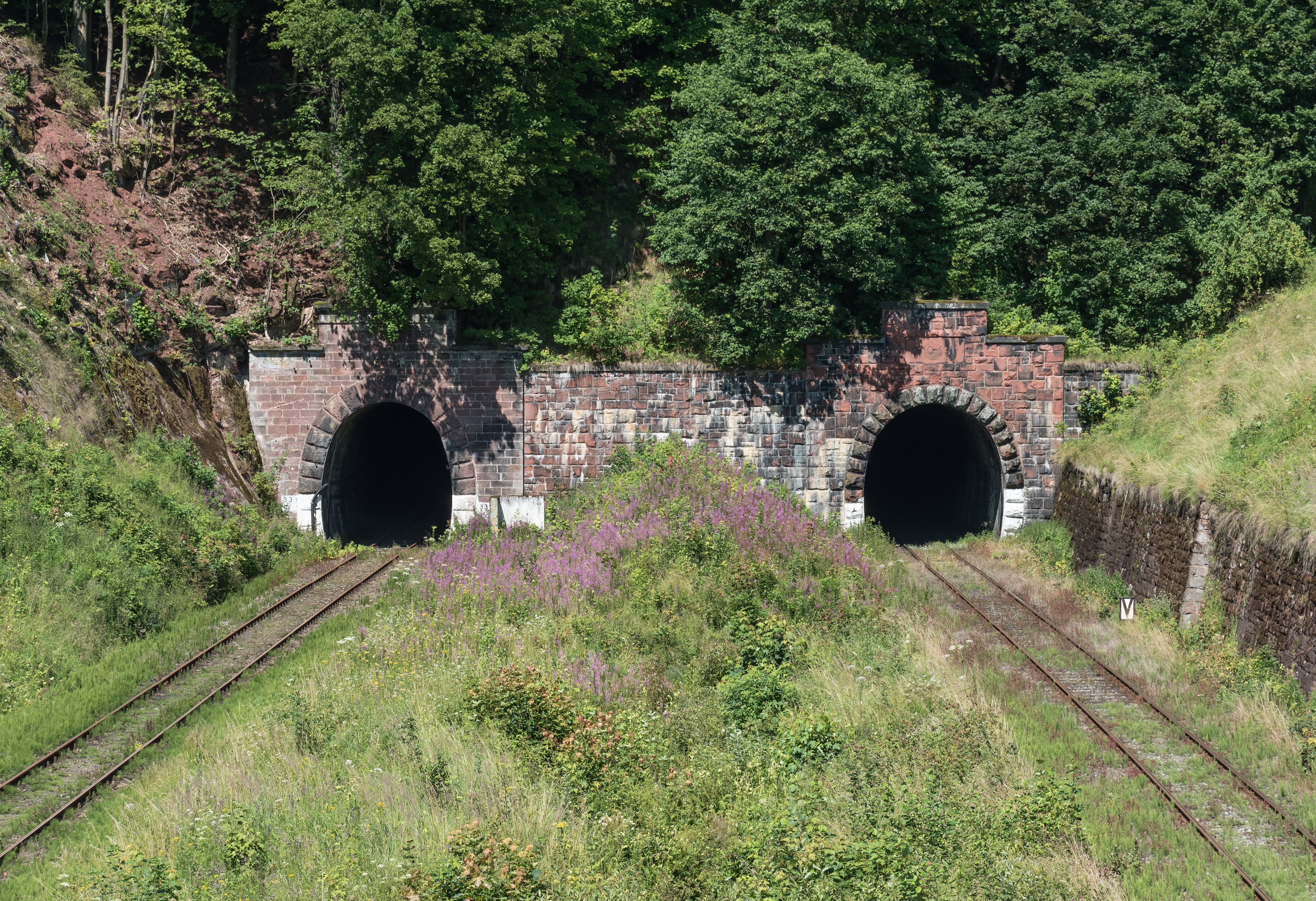
Tunele pod Świerkową Kopą
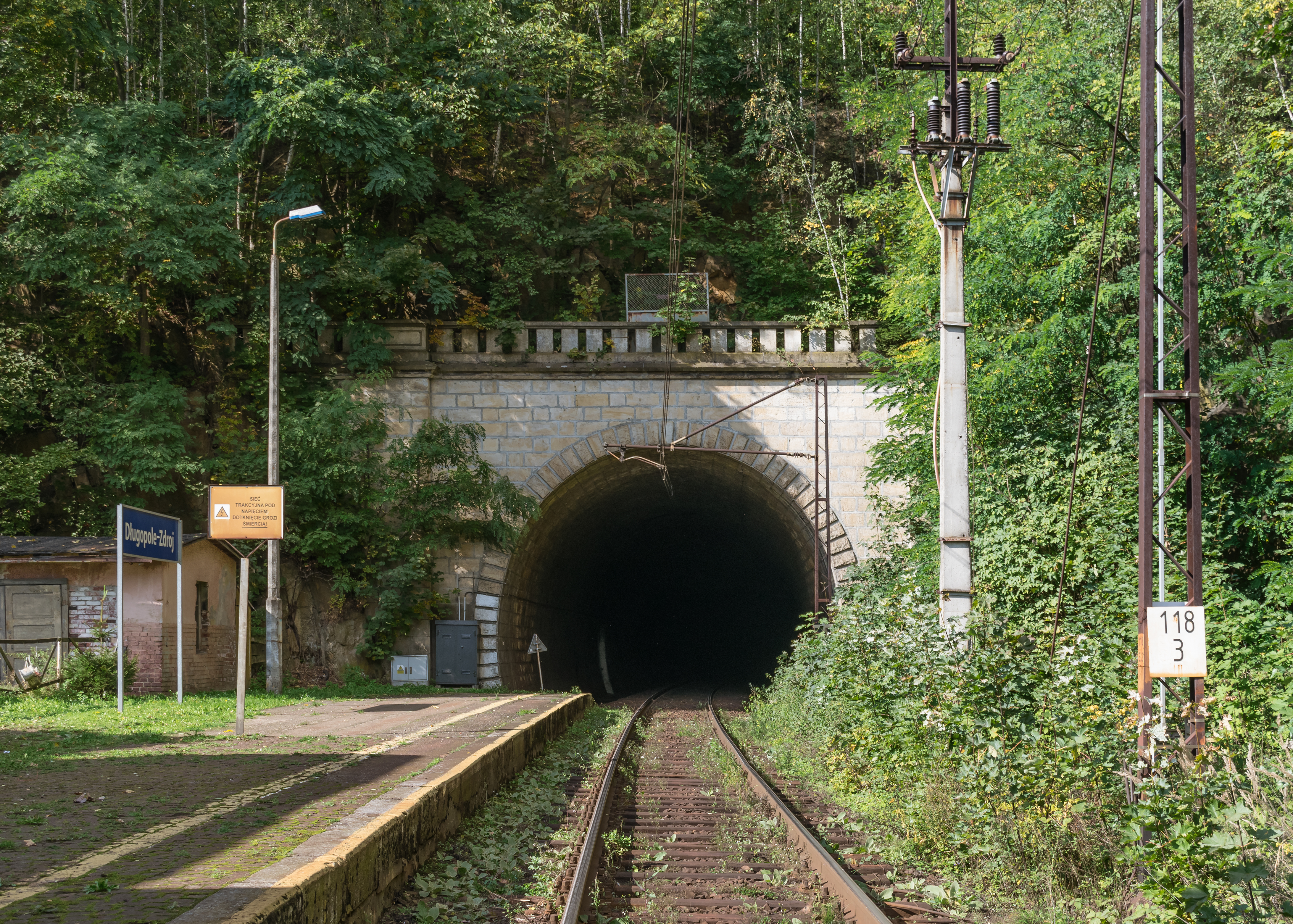
Tunel w Długopolu-Zdroju
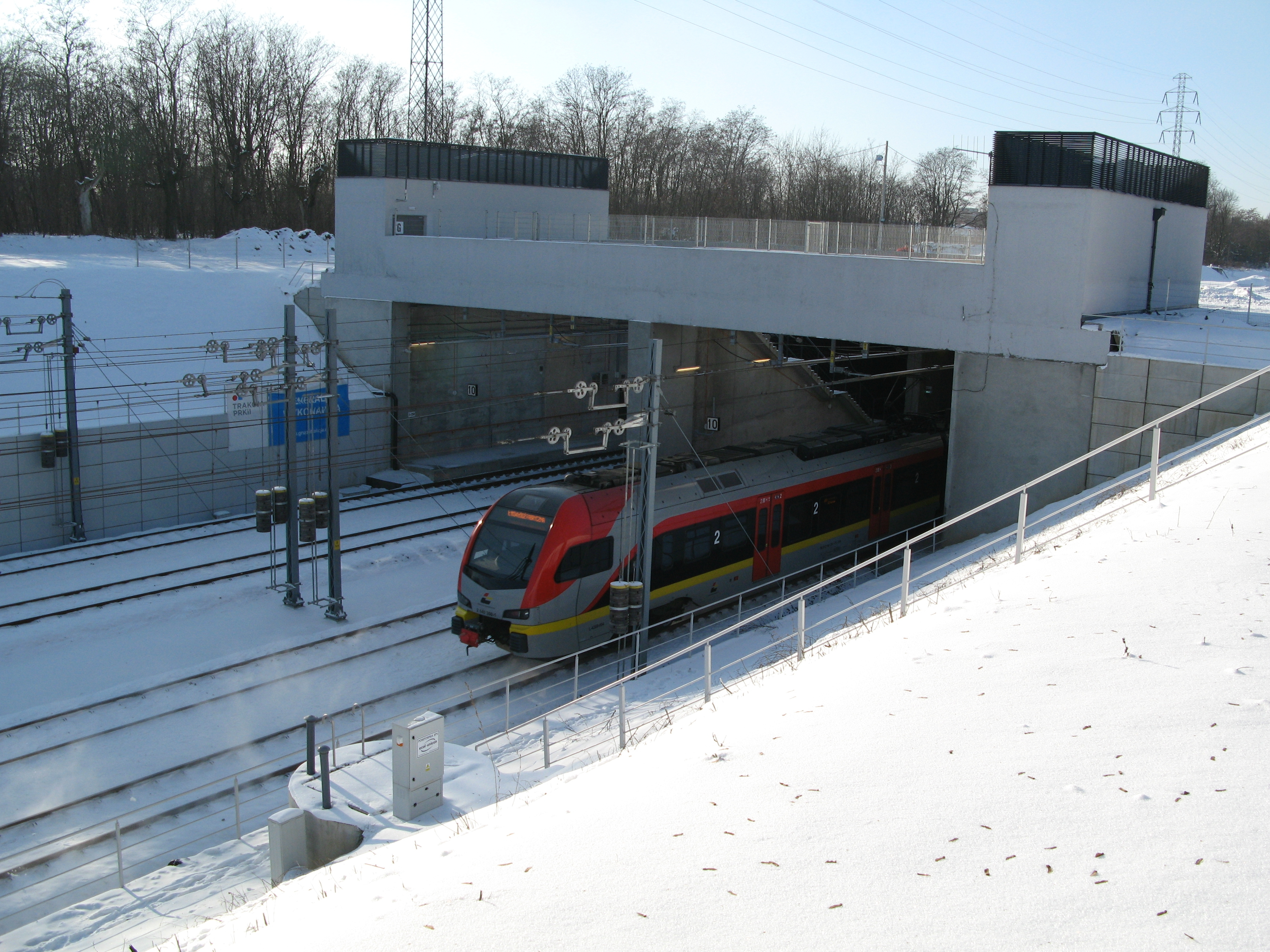
Wjazd do tunelu stacji Łódź Fabryczna

### Budowane
| Lp. | Nazwa                    | Położenie        | Długość | Planowany termin otwarcia | Przekrój                             | Uwagi |
| --- | ------------------------ | ---------------- | ------- | ------------------------- | ------------------------------------ | --- |
| 1.  | Tunel średnicowy w Łodzi | Łódź             | 7500 m  | grudzień 2026             | dwutorowy, cztery tunele jednotorowe | Dwutorowy tunel o długości ok. 3 km od stacji Łódź Fabryczna, przez przystanki Łódź Śródmieście i Łódź Polesie do rejonu ulicy Odolanowskiej; cztery tunele jednotorowe o łącznej długości ok. 4,5 km, od komory rozjazdowej przy ulicy Włókniarzy do linii kolejowej nr 15 w kierunku Łódź Żabieniec i Łódź Kaliska. |
| 2.  | Tunel T10                | Męcina/Pisarzowa | 3750 m  | IV kwartał 2026           | jednotorowy                          | Tunel jest elementem nowego przebiegu LK104, Element projektu Podłęże – Piekiełko. |

### Planowane
| Lp. | Nazwa                      | Położenie                | Długość  | Planowany termin otwarcia | Przekrój    | Uwagi |
| --- | -------------------------- | ------------------------ | -------- | ------------------------- | ----------- | --- |
| 1.  | Tunel KDP                  | Warszawa                 | ≈10000 m |                           | dwutorowy   | Planowany w ramach linii Łódź – Warszawa. Elementy tuneli wykonane w ramach modernizacji stacji Warszawa Zachodnia.                                                                                       |
| 2.  | Tunel dalekobieżny w Łodzi | Łódź                     | ≈5200 m  |                           | dwutorowy   | Przedłużenie linii kolejowej nr 458. Perony wybudowane w ramach przebudowy stacji Łódź Fabryczna. W 2024 roku rozpoczęto budowę komór dla tarczy TBM. W lipcu 2024 ogłoszono przetarg na drążenie tunelu. |
| 3.  | Tunel KDP w Mileszkach     | Łódź                     | ≈2500 m  |                           | dwutorowy   | Planowany w ramach linii Łódź – Warszawa. |
| 4.  | Tunel T12                  | Tymbark – Łososina Górna | 1900 m   |                           | jednotorowy | Tunele planowane w ramach budowy linii Podłęże – Piekiełko. |
| 5.  | Tunel T2                   | Gruszów                  | 1370 m   |                           | dwutorowy   | Tunele planowane w ramach budowy linii Podłęże – Piekiełko. |
| 6.  | Tunel T1                   | Suchoraba                | 900 m    |                           | dwutorowy   | Tunele planowane w ramach budowy linii Podłęże – Piekiełko. |
| 7.  | Tunel T4                   | Stróża                   | 1090 m   |                           | jednotorowy | Tunele planowane w ramach budowy linii Podłęże – Piekiełko. |
| 8.  | Tunel T5                   | Stróża                   | 3817 m   |                           | jednotorowy | Tunele planowane w ramach budowy linii Podłęże – Piekiełko. |
| 9.  | Tunele T7-T9; T-10; T11    | Stróża                   |          |                           | jednotorowy | Tunele planowane w ramach budowy linii Podłęże – Piekiełko. |
| 10. | Nowa linia średnicowa      | Warszawa                 |          |                           |             | Zaproponowana w masterplanie dla Warszawskiego Węzła Kolejowego. |